# Nonviolenza

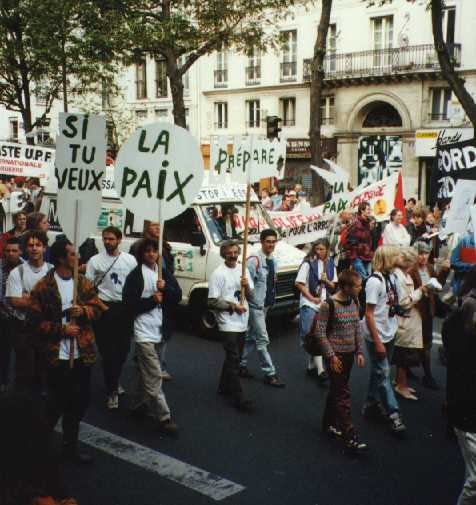
Manifestazione nonviolenta del movimento anti-nucleare a Parigi (1995)

La nonviolenza (dal sanscrito ahimṣā «non violenza», «assenza del desiderio di nuocere o uccidere o fare male») è un metodo di lotta politica che consiste nel rifiuto di ogni atto di violenza (in primo luogo proprio contro i rappresentanti e i sostenitori del potere cui ci si oppone), ma anche disobbedendo a determinati ordini militari (obiezione di coscienza) o altre norme e codici, articolando la propria azione nelle forme della disobbedienza, del boicottaggio e della non-collaborazione (resistenza nonviolenta).
Il principio venne teorizzato formalmente negli anni Venti del Novecento dal Mahatma Gandhi e applicato dal movimento anticoloniale indiano, che lo ricollegava al principio di origine induista e buddhista dell'ahimṣā, ed ebbe un peso notevole per il successo del movimento indipendentistico indiano. All'esempio di Gandhi si sono richiamati esplicitamente Martin Luther King e diversi movimenti pacifisti, ecologisti e per i diritti civili, soprattutto a partire dagli anni Sessanta.

## Etimologia
Nonviolenza è la traduzione letterale del termine sanscrito ahimṣā, composto da a privativa e himsa «danno, violenza»; la parola implica una sfumatura intenzionale che si potrebbe rendere con «assenza del desiderio di nuocere, uccidere». Il concetto è nato in ambito orientale e soprattutto il Buddhismo in India e il Taoismo in Cina ne sono stati i migliori interpreti e teorici. Concetti alternativi, per esempio "innocenza", non sono confacenti al significato originario, che si caratterizza eticamente nella volontà specifica di non-fare danno a chiunque, né alla natura in ogni sua espressione. I nonviolenti moderni sottolineano l'importanza di scrivere il termine senza il trattino tra le parole "non" e "violenza" al fine di sottolinearne l'aspetto propositivo e non il semplice rifiuto della violenza.

### Storia del termine
Il concetto etico di nonviolenza è tipico del mondo orientale e trova le sue migliori espressioni in ambito indiano nel buddhismo e nel giainismo, in quello cinese nel taoismo. In questo, che è in buona sostanza una religione della natura, il concetto di wu wei (無為, 无为) ne è un aspetto fondamentale. Il wu wei è anzi un precetto che riguarda il tassativo "non agire" in nessun modo a danno della natura. Lo scopo del principio del wu wei è la nonviolenza nei confronti della natura in generale e in particolare verso ogni essere vivente al fine di conservare il perfetto equilibrio, il Tao, del mondo nella sua interezza.
«Quarant'anni fa, mentre attraversavo una grave crisi di scetticismo e dubbio, incappai nel libro di Tolstoj Il regno di Dio è dentro di noi, e ne fui profondamente colpito. A quel tempo credevo nella violenza. La lettura del libro mi guarì dallo scetticismo e fece di me un fermo credente nell'ahimsā. Quello che più mi ha attratto nella vita di Tolstoj è il fatto che egli ha praticato quello che predicava e non ha considerato nessun prezzo troppo alto per la ricerca della verità. Fu l'uomo più veritiero della sua epoca. La sua vita fu una lotta costante, una serie ininterrotta di sforzi per cercare la verità e metterla in pratica quando l'aveva trovata. [...] Fu il più grande apostolo della non-violenza che l'epoca attuale abbia dato. Nessuno in Occidente, prima o dopo di lui, ha parlato e scritto della non-violenza così ampiamente e insistentemente, e con tanta penetrazione e intuito. [...] La vera ahimsa dovrebbe significare libertà assoluta dalla cattiva volontà, dall'ira, dall'odio, e un sovrabbondante amore per tutto. La vita di Tolstoj, con il suo amore grande come l'oceano, dovrebbe servire da faro e da inesauribile fonte di ispirazione, per inculcare in noi questo vero e più alto tipo di ahimsa.»
(Mahatma Gandhi)
I biblisti occidentali generalmente individuano in Gesù l'ideatore della nonviolenza attiva. Il Mahatma Gandhi, rifacendosi alla dottrina tolstojana della "non resistenza al male con il male", basata proprio sul Discorso della Montagna di Gesù, utilizzava l'espressione non-violenza per porre l'accento su ciò che di negativo (la violenza) bisognava sforzarsi di eliminare al fine di costruire un mondo di pace: «In effetti la stessa espressione “non-violenza”, un'espressione negativa, sta ad indicare uno sforzo diretto ad eliminare la violenza». Gandhi fu altresì influenzato da Thoreau, il cui saggio Disobbedienza civile era stato di ispirazione già per Tolstoj.
In Italia è stato Aldo Capitini, fondatore del Movimento Nonviolento, a proporre di scrivere la parola senza il trattino separatore, per sottolineare come la nonviolenza non sia semplice negazione della violenza bensì un valore autonomo.
D'altra parte, già l'espressione "resistenza passiva" non veniva condivisa da Gandhi, che preferiva parlare della non-violenza come di una "resistenza attiva" contro il male.
Inoltre Gandhi voleva che fosse coniata una parola indiana per il movimento di indipendenza del suo Paese. Satyagraha fu la parola che infine venne scelta. Letteralmente significa forza della verità (Satya: Verità; Graha: forza). Gandhi adottò tale termine distinguendo la “nonviolenza del debole” (di chi non ricorre alle armi per pura viltà) dalla “nonviolenza del forte” (di chi può usare la violenza, ma preferisce ricorrere alla forza dell'amore); solo la seconda era per Gandhi vera non-violenza e satyagraha.
Come già per Tolstoj, anche secondo Gandhi e Capitini l'autentico nonviolento non può rivelarsi tale solamente nei riguardi degli altri esseri umani, ma deve esserlo anche nei confronti degli animali. Perciò, siccome nonviolenza significa non-uccidere (ed evitare di essere conniventi con delle uccisioni), questi tre padri della nonviolenza erano convinti vegetariani.
Altra personalità di spicco della nonviolenza italiana è stata il sociologo Danilo Dolci; la sua opera educativa si contraddistinse per l'utilizzo del metodo maieutico, con cui mirava al potenziamento di quelle persone generalmente poste ai margini della società, per convertirle in primi agenti di cambio attraverso un loro diretto coinvolgimento.
Il termine non-violenza, nell'accezione gandhiana, fu utilizzato anche da Simone Weil e giunse poi alla ribalta mondiale grazie alle prediche di Martin Luther King.
In America Latina il termine nonviolenza è stato utilizzato dal filosofo Mario Rodríguez Cobos, detto Silo, che nei suoi scritti sostiene che l’essere umano, nel suo movimento verso la libertà, ossia nella lotta per superare le condizioni di dolore e sofferenza, trova nella metodologia della nonviolenza uno strumento di trasformazione dell’ambiente storico-sociale coerente con il proprio registro interno di unità, spingendo l’umanità verso la sua direzione evolutiva.
Negli Stati Uniti il filosofo Robert L. Holmes si è espresso contro ogni forma di violenza e contro la guerra in generale su basi puramente etiche.
Egli indica che nell’era moderna la guerra non è mai eticamente giustificata per una serie di ragioni, tra cui: l’uccisione di persone innocenti e non innocenti, l’inevitabile spostamento di grandi popolazioni attraverso i confini nazionali, il dissesto economico di intere società e lo sconvolgimento dell’ambiente naturale. e gli ecosistemi di altri esseri viventi. Sostiene inoltre che è possibile per tutta l'umanità diventare "pacifisti pragmatici" affermando che tutti i sistemi di guerra sono moralmente sbagliati nell'era moderna delle armi nucleari.
Il 30 gennaio di ogni anno, per l'anniversario della morte di Gandhi, viene praticata la Giornata Scolastica della Non-violenza e della Pace (DENIP), istituita nel 1964.
Il 10 novembre 1998 l'Assemblea Generale delle Nazioni Unite ha proclamato il primo decennio del XXI secolo e del III millennio, gli anni dal 2001 al 2010, Decennio internazionale di promozione di una cultura della nonviolenza e della pace a profitto dei bambini del mondo.
Nel 2007 l'ONU ha dichiarato il 2 ottobre (giorno di nascita di Gandhi) Giornata internazionale della Nonviolenza.
Dal 2 ottobre del 2009 al 2 gennaio del 2010 si è svolta la prima Marcia Mondiale per la Pace e la Nonviolenza, partita da Wellington in Nuova Zelanda e terminata in Argentina, sulla Cordigliera delle Ande, a Punta de Vacas, promossa da Mondo Senza Guerre e Senza Violenza e partecipata da innumerevoli associazioni, enti pubblici, personaggi della cultura, della politica e dello spettacolo in tutto il mondo.

## Difesa civile non armata e nonviolenta (DCNAN)
Con le Sentenze della Corte costituzionale n. 164 del 1985 e n. 228 del 2004 si è sancito che il dovere Costituzionale dei cittadini della Difesa della Patria, può venire svolto in maniera equivalente con modalità diverse e/o estranee alla Difesa militare. Con DPCM del 18 febbraio 2004 è stato istituito presso la Presidenza del Consiglio dei ministri un Comitato di consulenza per la difesa civile non armata e nonviolenta (DCNAN).
I vari ambiti di intervento dei peacekeeper, detti anche operatori di pace:
- prevenzione dei conflitti (conflict prevention).
- edificazione della pace (peace making).
- mantenimento della pace (peacekeeping).
- assistenza umanitaria (humanitarian aid).
- consolidamento della pace (peace building).

Esempi sono i Corpi Civili di Pace, i Caschi Bianchi.

## La nonviolenza attiva
La nonviolenza attiva è un metodo di azione e uno stile di vita. Questo metodo di azione, secondo l'Umanesimo universalista, coniuga la coerenza interna del pensare, sentire e agire nella stessa direzione, con la coerenza sociale di trattare gli altri nel modo in cui si vorrebbe essere trattati.
Quest’ultima definizione indica qual è la forma di agire e i parametri precisi che definiscono questa metodologia d’azione nella condotta personale e sociale: 
1. Un comportamento interno ed esterno basato sulla coerenza: “Agisco sulla base di ciò che penso e sento essere il meglio per la mia vita e di quelli che mi circondano”.
2. Un modo di trattare gli altri basato sulla seguente regola di condotta di base: “Tratto gli altri come vorrei essere trattato”.
3. Il rifiuto, la denuncia e il vuoto alle differenti forme di violenza che si esprimono intorno a me.
4. Il credo secondo cui niente sia al di sopra dell’essere umano e nessun essere umano al di sopra di un altro.

È una pratica che permette all'essere umano di esprimersi e realizzarsi pienamente, di superare la sofferenza in sé e negli altri, registrando una profonda sensazione di leggerezza, libertà e felicità.